# アルバノ・ビサーリ
アルバノ・ベンハミン・ビサーリ（Albano Benjamín Bizzarri, 1977年11月9日 - ）は、アルゼンチン・コルドバ州エトルリア出身のサッカー選手。現在は無所属。ポジションはゴールキーパー。イタリア国籍も保持している。

## 経歴

### レアル・マドリード
母国のラシン・クルブでデビューし、1999年7月1日にスペインのレアル・マドリードに移籍した。元ドイツ代表のボド・イルクナーに次ぐ第2GKの座を当時18歳で後にスペイン代表となるイケル・カシージャスと争ったが、結局カシージャスがイルクナーを差し置いてレギュラーまで上り詰めたため出場機会は皆無だった。

### バジャドリード
2000年7月1日にセサル・サンチェス・ドミンゲスと入れ替わる形でレアル・バリャドリードに移籍。当初は正GKだったが、2001年はリカルド・ロペス・フェリペにポジションを奪われた。リカルドがマンチェスター・ユナイテッドFCへ移籍した2002年からはレギュラーに返り咲き、2002-03シーズンと2003-04シーズンは2年連続でリーグ戦全試合に出場したが、2003-04シーズン終了後にはセグンダ・ディビシオン（2部）降格が決まった。

### ジムナスティック
2シーズンをセグンダで過ごした後、2006年7月2日にはプリメーラ・ディビシオン（1部）に昇格したばかりのジムナスティック・タラゴナに移籍した。しかし2006-07シーズンは下位に低迷し、わずか1シーズンでのセグンダ降格が決定した。

### カターニア
2007年6月25日にはイタリアのカルチョ・カターニアと1年契約を結んだ。シルヴィオ・バルディーニ監督の下でチーロ・ポリートの控えとして殆どの試合をベンチで過ごしたが、2008年に契約を1年延長。2008-09シーズンには元イタリア代表守護神でもあるワルテル・ゼンガ新監督の下でポジションを掴んだ。シーズンを通してハイレベルなプレーを見せ、Goal.comが選出する週間ベストイレブンではリーグ最多の選出回数を誇った。しかしシーズン終盤には契約を延長する意思がないことを明らかにしたため控えに降格。若手のトマーシュ・コシツキーにポジションを奪われた。

### ラツィオ
カターニャとの契約が満了し、2009年7月18日に移籍金なしでSSラツィオに移籍した。背番号1を与えられたが、ウルグアイ代表のフェルナンド・ムスレラとトンマーゾ・ベルニに次ぐ第3GKに甘んじ、クラブはセリエB（2部）降格の危機に立つほど成績が低迷した。一方ヨーロッパリーグでは4試合に出場し、2勝2敗（計7失点）の成績だった。
ムスレラが退団した2011年からは同年にカリアリ・カルチョより加入したフェデリコ・マルケッティの控えを務めていた。

### ジェノア以降
2013年9月2日、ジェノアCFCへ移籍。しかしマッティア・ペリンの後塵を拝し、リーグ戦1試合の出場に留まった。2014年8月28日にはACキエーヴォ・ヴェローナに加入。2年間でリーグ戦63試合に出場した。2016年7月1日、1年残していたクラブとの契約を解除した。
2016-17シーズンより、セリエAに昇格したデルフィーノ・ペスカーラ1936と2年契約を締結。レギュラーとしてリーグ戦29試合のゴールマウスを守ったが、クラブは1年で降格となり退団した。2017年6月24日、ウディネーゼ・カルチョへフリーで加入した。
ウディネーゼ退団後の2018年7月16日、フォッジャ・カルチョと契約。2018-19シーズン後半はピエール＝イヴ・ヌガワとのトレードでACペルージャ・カルチョへローンとなった。

## 代表歴
1999年にはアルゼンチン代表の控えGKとしてコパ・アメリカ1999に招集された。ただし、試合に出場した経験はない。

## タイトル
レアル・マドリード
- UEFAチャンピオンズリーグ : 1999-00

ラツィオ
- コッパ・イタリア : 2012-13
- スーペルコッパ・イタリアーナ : 2009